# ده‌ولدن
ده‌ولدن (به هلندی: De Wolden) یک شهرستان در هلند است که در درنته واقع شده‌است. ده‌ولدن ۱۲ متر بالاتر از سطح دریا واقع شده‌است.